# John Asare-Antwi
John Asare-Antwi (ur. 28 listopada 1935 w Begoro) – ghański lekkoatleta, sprinter, medalista igrzysk Imperium Brytyjskiego i Wspólnoty Brytyjskiej, olimpijczyk.

## Kariera sportowa
Odpadł w eliminacjach biegu na 400 metrów i  półfinale sztafety 4 × 400 metrów na igrzyskach olimpijskich w 1960 w Rzymie.
Zdobył brązowy medal w sztafecie 4 × 440 jardów (która biegła w składzie: Ebenezer Quartey, Frederick Owusu, James Addy i Asare-Antwi) na igrzyskach Imperium Brytyjskiego i Wspólnoty Brytyjskiej w 1962 w Perth.
Jest medalistą igrzysk afrykańskich, w 1965 roku wywalczył brązowy medal w konkurencji biegu sztafet 4 × 400 m.